# Love Commandos
Bei Love Commandos handelt es sich um eine indische, ehrenamtlich arbeitende Nichtregierungsorganisation, deren Ziel darin besteht, Liebespaare vor Zwangsverheiratung zu schützen. Gleichzeitig setzt sie sich dafür ein, dass die Paare nicht in Ungnade bei ihren Familien fallen und damit in Gefahr geraten.

## Situation in Indien
In Indien werden rund 90 Prozent der Ehen durch Eltern arrangiert: Die Auswahl der potenziellen Ehepartner folgt dabei traditionellen Kriterien: Kastenzugehörigkeit, Religion, Horoskop etc. Liebe spielt im hinduistischen Indien nur eine untergeordnete Rolle, zumal das Prinzip der Verliebtheit als Zeichen von Schwäche stark stigmatisiert ist. Liebe über bestimmte gesellschaftliche Grenzen hinweg ist daher nicht nur gesellschaftlich schlecht angesehen, sondern auch in höchstem Maße gefährlich für betroffene Paare. Ehrenmorde in einem solchen Kontext sind keine Seltenheit. Die indische Polizei verweigert ihre Unterstützung vielfach und hilft stattdessen oft den Familien, die Männer wegen vermeintlicher Vergewaltigung der zugehörigen Frauen ins Gefängnis zu bringen.

## Zusammensetzung und Vorgehen der Organisation
Die Mitglieder der 2010 gegründeten Vereinigung kommen aus unterschiedlichen Teilen der Gesellschaft, sowohl was ihre Kastenzugehörigkeit, Religion als auch ihren Beruf angeht. Es handelt sich um Geschäftsmänner, Anwälte, Journalisten und Menschenrechtsaktivisten. Wer genau Mitglied ist, ist weitgehend unbekannt, da die Tätigkeit mit einer gewissen Gefahr verbunden ist. So wurde erst im Mai 2015 ein Mitglied ermordet Heutiger Vorsitzender ist Harsh Malhotra. Durch diese Heterogenität der Mitglieder kann den Paaren nicht nur rechtliche Unterstützung – auch bei ihrer Eheschließung – zugesichert werden, sondern auch das Angebot geschützter Geheimräume, in denen sie sich vorerst vor ihren Familien verstecken können, bis die Situation geklärt ist. Außerdem gibt es eine Hotline, an die sich Betroffene 24 Stunden pro Tag wenden können. Diese wird schätzungsweise 7000 Mal pro Tag genutzt. Es wird davon ausgegangen, dass es etwa 600.000 private Unterstützer der Organisation gibt, die bei der Umsetzung der Aktivitäten helfen. Auch Prominente und Geschäftsmänner rufen unregelmäßig zu Spendenaktionen für die Organisation auf.